# 森薬品
森薬品株式会社（もりやくひん）は、かつて存在した宮崎市に本社を置く医療用医薬品及び介護用品、医療機器等の販売及びメンテナンス、更に医療機関、調剤薬局、老人保健施設の開設支援を行っている企業である。また東邦薬品の共創未来グループの一社であった。

## 沿革
- 1899年（明治32年）：創業。
- 1950年（昭和25年）12月27日：設立。
- 1979年（昭和54年）5月1日：現在地に本社移転。
- 2007年（平成19年）9月：東邦薬品と業務提携。
- 2008年（平成20年）1月：東邦薬品の完全子会社となる。
- 2008年（平成20年）10月：同じく東邦薬品の完全子会社である九州東邦から、宮崎県・大分県の経営権を譲受。
- 2009年（平成21年）10月：九州東邦に吸収合併され解散。

## 事業所
- 宮崎本社、営業本部、宮崎第1支店、宮崎第2支店、都城支店、延岡支店、小林支店、日南支店

## 主要取引メーカー
- 第一三共、塩野義製薬、中外製薬、明治製菓、ノバルティス、田辺三菱製薬、キッセイ薬品工業、協和発酵キリン、グラクソ・スミスクライン、大塚製薬、参天製薬、小野薬品工業、久光製薬